# Erythranthe parvula
Erythranthe parvula är en gyckelblomsväxtart som först beskrevs av Elmer Ottis Wooton och Standl., och fick sitt nu gällande namn av Guy L. Nesom. Erythranthe parvula ingår i släktet Erythranthe och familjen gyckelblomsväxter. Inga underarter finns listade i Catalogue of Life.